# Comuna de Sierpc
Sierpc (polaco: Gmina Sierpc) é uma gminy (comuna) na Polónia, na voivodia de Mazóvia e no condado de Sierpecki. A sede do condado é a cidade de Sierpc.
De acordo com os censos de 2004, a comuna tem 7215 habitantes, com uma densidade 48 hab/km².

## Área
Estende-se por uma área de 150,23 km², incluindo:
- área agricola: 77%
- área florestal: 16%

## Demografia
Dados de 31 de Dezembro de 2004:
|                      | Total   | Total | Mulheres | Mulheres | Homens  | Homens |
| -------------------- | ------- | ----- | -------- | -------- | ------- | ------ |
|                      | pessoas | %     | pessoas  | %        | pessoas | %      |
| População            | 7215    | 100   | 3653     | 50,6     | 3562    | 49,4   |
| Densidade (pop./km²) | 48      | 100   | 24,3     | 24,3     | 23,7    | 23,7   |

De acordo com dados de 2002, o rendimento médio per capita ascendia a 1206,92 zł.

## Subdivisões
- Białe Błoto, Białoskóry, Białyszewo, Białyszewo-Towarzystwo, Bledzewo, Bledzewko, Borkowo Kościelne, Dąbrówki, Dębowo, Dziembakowo, Goleszyn, Gorzewo, Grodkowo-Włóki, Grodkowo-Zawisze, Kisielewo, Kręćkowo, Mieszaki, Mieszczk, Miłobędzyn, Nowe Piastowo, Nowy Susk, Osówka, Pawłowo, Piaski, Podwierzbie, Rachocin, Rydzewo, Stare Piastowo, Studzieniec, Sudragi, Susk, Sułocin-Teodory, Sułocin-Towarzystwo, Szczepanki, Warzyn Kmiecy, Warzyn-Skóry, Wernerowo, Wilczogóra, Żochowo.

## Comunas vizinhas
- Gozdowo, Mochowo, Rościszewo, Sierpc, Skępe, Szczutowo, Zawidz